# 仙台市史
仙台市史（せんだいしし）は、1889年（明治22年）市制施行の仙台市が編纂した自治体史で、各編纂期の仙台市域を中心とした歴史・地理書である。
発行主体が同じ、題名が同じで、内容がまったく異なる市史が時代を隔てて4回刊行された。第1が全1巻で1908年（明治41年）、第2も全1巻で1929年（昭和4年）、第3が全10巻で1950年（昭和25年）から1956年（昭和31年）、第3の続編が全2巻で1969年（昭和44年）、第4は全32巻で1994年（平成6年）から刊行を始めて2015年（平成27年）に完結した。偶然にも明治、大正、昭和、平成と元号ごとのシリーズとなっており、これで区別されることも多い。

## 明治の『仙臺市史』
仙台市役所が編纂した最初の自治体史は、仙台兵事義会が発起した。仙台兵事義会は、日露戦争の出征兵士・家族の援助のために陸軍と仙台市が作らせた官製民間団体である。1906年（明治39年）12月16日に、兵事会の常議員会が兵事義会の事績と仙台市の発達に関する本を作って記念することを決定した。これに仙台市の参事会と市会が賛同し、兵事会の計画を吸収して仙台市史の編纂事業が開始された。これが最初の『仙臺市史』である。編纂の主任には藤原相之助があたった。兵事会の活動報告を兼ね、それに割いた部分が多いことが特徴である。全1巻だが1700頁に及ぶ大冊で、定価は4円50銭。1908年（明治41年）8月に刊行された。

## 大正の『仙臺市史』
仙台市の市会議員で郷土史家の菊田定郷が、1926年（大正15年）に趣意書を書いて同僚議員に市史編纂の必要を説き、議会の賛成を得て11月に仙台市の事業として市史編纂が始まった。編纂には、菊田定郷、小倉博、清水東四郎、今泉寅四郎、常盤雄五郎があたった。1929年（昭和4年）に第1巻を刊行した。
本文1351ページの中で、通史にあたる第一篇は213ページ、支配者の系図・人物伝・在任表である第二編が215から412ページ。その他の人物を紹介する第三編は214ページから1341ページ。あわせて人物伝が84パーセントに及んだ。施政の便になる市史を欲していた山口竜之助市長がこの人物伝偏重を嫌い、1巻のみで中止になった。菊田は1933年（昭和8年）に『仙台人名大辞書』によって自らの研究をまとめなおした。

## 昭和の『仙臺市史』

### 1945年の中断
1941年（昭和16年）から、明治以降に限った市史を編纂することになった。しかし1945年（昭和20年）7月の仙台空襲で原稿と資料が市史編纂室とともに焼失し、計画は中断した。

### 昭和の『仙臺市史』
戦後占領期の1946年（昭和21年）、仙台の歴史家阿刀田令造と三原良吉は、選出まもない最初の公選市長岡崎栄松に市史編纂を進言した。阿刀田は当時仙台公民館長で、以前から仙台郷土研究会を主宰して郷土史の研究を進めていた。
これを受けて仙台市は、5年間で市史を編纂・刊行する事業を発足させた。1947年（昭和22年）1月に仙臺市史編纂委員会を置き、阿刀田を委員長にして徐々に体勢を整えようというところで、5月に阿刀田が急逝した。9月に古田良一が委員長に選ばれ、1948年（昭和23年）頃にその構想を「仙台市史編纂方針」にまとめて市議会教育常任委員会の了解を得た。古田ははじめ顧問として招かれ急遽委員長になったもので、自らは執筆しなかったが、専門編纂員を置くこと、範囲を仙台の都市史に限ること、巻の配分はおおよそ古田の考えにもとづいた。
当初の計画では本編2冊、別編3冊、資料編3冊、付図1冊、年表・書目・索引・編纂始末に1冊をあて、各巻約600頁、全10巻。実際には別編が膨らんで5冊になり、かわりに資料編と付図を資料編2冊に圧縮し、全10巻のままとした。完成したのは本編2冊、別編5冊、資料編2冊、年表・書目・索引に1冊をあてて全10巻である。
仙台という町が伊達政宗によって作られ、それ以前には存在しなかったことにかんがみ、本編は仙台開府以来の通史とし、それより前は含めない。地理的範囲も、都市仙台の拡張に従って区切り、後に仙台市になる地域の仙台に入る前の歴史は含めない。そのかわり、後に仙台市になる地域の古代・中世史は、「仙台市内の古代遺跡」・「古代・中世の仙台地方」として別編3巻で扱った。
同時期には宮城県による『宮城県史』編纂が並行して進んでおり、仙台市史が範囲を狭くとったのは県史との分担という意味合いもあるようである。市史と県史の両方で書いた執筆者もいる。
本編を執筆したのは専門編纂員の小林清治（第1巻）と和田清馬（第2巻）だが、別編の執筆者のほとんどは、大学教授の伊東信雄らも含め、仙台郷土研究会で活動した仙台の郷土史家であった。別編の論文は、各人の関心分野での過去の研究蓄積を足場に、仙台全体の総合として書き下ろしたものであった。民俗、方言などに割いたのは、当時の新しい学問傾向を反映したものであろう。
本書までは旧字「臺」を使った『仙臺市史』である。「仙台市史編纂方針」では史料引用を除き当用漢字、新仮名遣いで統一することを原則として掲げたが、実際には旧字と新仮名遣いを組み合わせた書籍になった。
最初の刊行は1950年（昭和25年）8月の第3巻に始まり、索引を含む第10巻で完結したのは1956年（昭和31年）3月であった．刊行は限定500部で、ほとんど宣伝もせず、関係者・専門家以外には知られることがなかったが、後続の他の市町村史に影響を与えた。1975年（昭和50年）に萬葉堂書店が復刻した。

### 『目で見る仙台の歴史』
『目で見る仙台の歴史』は、形式上は『仙台市史』の編纂と関わりなく、仙台市制施行70周年記念事業として刊行された。しかし編纂の発端は、1956年（昭和31年）7月31日の『仙台市史』の完成慰労会で三原良吉が市史に図録が欠けていることを惜しみ、近いうちに刊行したいと発言したことにあり、市史の付録としての性格もあった。計画は1958年（昭和33年）度の予算に入り、8月22日の準備会議で委員長を古田良一として6人で委員会を作ることが話し合われた。市長からの正式の委嘱は9月15日で、仙台市史図録編纂委員会は古田良一以下、『仙台市史』編纂に携わった委員で構成された。特に中心になったのは小倉強であったという。その成果たる『目で見る仙台の歴史』は、白黒の写真・図版を多数収録した書籍で、1959年（昭和34年）3月に刊行された。

### 『仙台市史』続編
各論の続きとして仙台市史続編編纂委員会が続編（第1-2巻）を追加で編み、全12巻になった。戦後の歴史をまとめ直したものである。このときから「台」の字になった。刊行終了は1969年（昭和44年）であった。こちらは復刻されなかった。

## 平成の『仙台市史』
泉市・宮城町・秋保町を吸収合併して市域・人口が大きくなり、1989年（平成元年）4月1日の市制施行100周年の日に政令指定都市に移行した仙台市は、市制施行100周年記念事業の一環として新たな『仙台市史』の編纂を始め、1993年（平成5年）より仙台市史編さん委員会が編集した。漢字制限に従い、纂の字をひらがなで「さん」とする。大部であった前回の市史をさらに上回る規模である。
個人の研究成果を集めた性格が強かった前回と異なり、巻ごとに多数の研究者を動員し、細かく分担して統一的な通史とした。通史編の編纂では、合併によって広がった市域をふまえ、前回のような都市に限定する方針はとられなかった。先史時代から説き起こし、城下町仙台の誕生以降も都市の歴史と農村の歴史を並行して記述する。特に江戸時代においては仙台藩史を含む広がりをもって記述された。
各論としての特別編と、史料を収録する資料編を持つことは、前回市史と基本的に変わらない。特別編5「板碑」による市内板碑の悉皆調査は、地味ではあるが貴重な研究資料である。資料編も大きく拡充し、『伊達政宗関連文書』全4冊を設けて知られる限りの史料を収録した。
編さん委員会は、1992年（平成4年）に資料補遺と研究論文・座談会などを収録する『市史せんだい』という機関誌の発行を開始した。『仙台市史』完結後も続き、2019年までに29号が出ている。
刊行中の2000年（平成12年）に発覚した旧石器捏造事件は『仙台市史』にも跡を残した。1999年発行の通史編1「原始」は旧石器時代の記述が間違いだらけとなり、その部分を2005年に改訂版を付けてセット販売することにした。1995年発行の特別編2「考古資料」は絶版になり2020年までそのままとなっている。
2015年2月、『仙台市史』の最終巻となる年表・索引が刊行され、通史編9巻、資料編13巻、特別編9巻、年表・索引1巻の全32巻で完結した。

## 『仙台の歴史』
第3、第4の『仙台市史』は巻数が多くなったため、一冊で完結する概説書として『仙台の歴史』が刊行された。これもまた、同じ書名で内容が異なるものが3回出た。
最初の『仙台の歴史』は、第3次『仙台市史』の最初の刊行の前年、1949年（昭和24年）に仙台市史編纂委員会が発行した。執筆したのは本編第1巻の執筆者となる小林清治で、3か月で書き上げた。220ページ余りの小冊である。市制施行60周年の記念にするための概説1巻の作製は「仙台市史編纂方針」の一部でもあった。
続編刊行の翌1970年には、仙台市史続編編纂委員会が2回めの『仙台の歴史』を作って刊行した。市制施行80周年記念という名目である。
3回めの『仙台の歴史』は、仙台の歴史編集委員会が編集して、1989年（平成元年）に発行した。こちらは、市制施行100周年記念であった。

## 各巻の構成

### 昭和の『仙台市史』
1. 本編1　小林清治、1954年[19]
2. 本編2　和田清馬、1955年
3. 別編1　伊東信雄「仙台市内の古代遺跡」・佐々木慶市「古代中世の仙台地方」・小倉強「仙台の市街及び土木建築」、1950年
4. 別編2　菊池勝之助「仙台の教育」、重久篤太郎「仙台の洋学」、山形敞一「仙台における医学及び蘭学の歴史」、田辺一郎「仙台市の風土」、1951年
5. 別編3　佐々久「仙台の連歌・茶道・乱舞・書道」、佐藤明「仙台地方絵画史」、菊池武一「仙台の金石文」、1951年
6. 別編4　三原良吉「仙台民俗誌」、藤原勉「仙台方言」、1952年
7. 別編5　鈴木節夫「仙台人物誌」、山本明「仙台の社寺と教会」、1953年
8. 資料編1　古代・中世、近世の城郭市街、政治に関する諸資料（小林清治担当、横井博・佐々木信夫補佐）、1953年
9. 資料編2　近世の産業・市民生活、明治以降に関する資料（小林清治・和田清馬担当、佐々木信夫補佐）、1953年
10. 年表・書目・総目次・索引　佐々木信夫「年表」、小林清治・和田清馬「書目」、和田清馬「総目次」、菊池勝之助・和田清馬「索引」、古田良一「編纂顛末」、1956年

### 平成の『仙台市史』
1. 通史編1 原始　1999年、改訂版2005年
2. 通史編2 古代中世　2000年
3. 通史編3 近世1　2001年
4. 通史編4 近世2　2003年
5. 通史編5 近世3　2004年
6. 通史編6 近代1　2008年
7. 通史編7 近代2　2009年
8. 通史編8 現代1　2011年
9. 通史編9 現代2　2013年
10. 資料編1 古代中世　1995年
11. 資料編2 近世1 藩政　1996年
12. 資料編3 近世2 城下町　1997年
13. 資料編4 近世3 村落　2000年
14. 資料編5 近代現代1 交通建設　1999年
15. 資料編6 近代現代2 産業経済　2001年
16. 資料編7 近代現代3　社会生活　2004年
17. 資料編8 近代現代4　政治・行政・財政　2006年
18. 資料編9 仙台藩の文学芸能　2008年
19. 資料編10 伊達政宗文書1　1994年
20. 資料編11 伊達政宗文書2　2003年
21. 資料編12 伊達政宗文書3　2005年
22. 資料編13 伊達政宗文書4　2007年
23. 特別編1 自然　1994年
24. 特別編2 考古資料　1995年（絶版）
25. 特別編3 美術工芸　1996年
26. 特別編4 市民生活　1997年
27. 特別編5 板碑　1998年
28. 特別編6 民俗　1998年
29. 特別編7 城館　2006年
30. 特別編8 慶長遣欧使節　2010年
31. 特別編9 地域誌　2014年
32. 年表・索引　2015年

## 編纂・執筆の組織と関係者

### 明治の『仙台市史』
- 主任　藤原相之助
- 主任書記　男沢齢

### 大正の『仙台市史』
- 編纂委員（常任）　菊田定郷、若林忠四郎、小倉博
- 編纂委員（その他）　大橋倫治、草刈勝衛、沼沢喜代治、佐藤長成、伊勢久治郎、伊沢平左衛門、新妻嘉一、徳島与惣五郎、佐藤又三郎
- 主任編纂員　清水東四郎、今泉寅四郎、金徳惇、常盤雄五郎
- 事務担任編纂員　新山勝彦

### 1945年中断の『仙台市史』
- 編纂委員　山本晃、小倉博、池田菊左衛門、矢内竹三郎
- 編纂主任　小関三郎

### 昭和の『仙台市史』
- 編纂委員長　阿刀田令造（1950年5月まで）、古田良一（1950年9月から）
- 編纂委員　伊東信雄、小倉強、田辺一郎、山本晃、山形敞一、藤原勉、佐々久、佐藤明、佐々木慶市、菊地勝之助、菊池武一、三原良吉、重久篤太郎、鈴木節夫
- 専任編纂員　小林清治、和田清馬、横井博、佐々木信夫

### 1959年『目で見る仙台の歴史』
- 編纂委員長　古田良一
- 編纂委員　伊東信雄、小倉強、三原良吉、佐々久、山本晃

## 外部サイト
- 仙台市博物館「仙台市史（全32巻）の紹介」。2023年8月閲覧。